# Neospirifer
Neospirifer is een geslacht van uitgestorven brachiopoden, dat voorkwam van het Laat-Carboon tot het Perm. Van dit geslacht zijn heel veel soorten bekend.

## Beschrijving
Deze 2,5 tot drie centimeter lange brachiopode kenmerkt zich door zijn grote, brede en krachtige schelp met een bolvormig profiel. Het heeft een duidelijke slotrand, krachtige ribben en een plooi, die sterk en veranderlijk is.

## Vondsten
Fossielen werden gevonden in centraal Noord-Amerika.

## Soorten
- N. amphigyus † Cooper & Grant 1976
- N. amplus † Archbold & Thomas 1986
- N. apothescelus † Cooper & Grant 1976
- N. arthurtonensis † Waterhouse 1968
- N. bakeri † King 1931
- N. cameratiformis † Hu 1983
- N. cameratus † Morton 1836
- N. chivatschensis † Zavodowsky 1968
- N. concentricus † Waterhouse 1987
- N. crassiconchialis † Zavodowsky 1959
- N. dunbari † King 1933
- N. fasciger † Keyserling 1846
- N. foordi † Archbold & Thomas 1986
- N. formulosus † Cooper & Grant 1976
- N. goreii † Mather 1915
- N. gortani † Heritsch 1931
- N. grandis † Archbold & Thomas 1986
- N. grandis † Solomina 1988
- N. groenwalli † Dunbar 1962
- N. huecoensis † King 1931
- N. incipiens † Plodowski 1968
- N. invisus † Zavodowski 1958
- N. kansasensis † Swallow 1866
- N. kimsari † Bion 1928
- N. koewbaidhoni † Yanagida 1967
- N. lanceolatus † Ivanov & Ivanova 1937
- N. latus † Dunbar & Condra 1932
- N. licharewi † Abramov 1970
- N. mansuetus † Cooper & Grant 1976
- N. mengjiushanensis † Lee & Su 1980
- N. neali † Cooper & Grant 1976
- N. neocameratus † Stepanov 1998
- N. neostriatus † Fredericks 1919
- N. notialis † Cooper & Grant 1976
- N. omolonensis † Einor 1959
- N. orientalis † Chao 1929
- N. paranitiensis † Zavodowsky 1960
- N. parenensis † Zavodowsky 1968
- N. permicus † Ifanova 1972
- N. placidus † Cooper & Grant 1976
- N. plana † Chen 2004
- N. pseudonitiensis † Plodowski 1968
- N. rhomboidalis † Kalashnikov 1998
- N. rhomboides † Feng 1986
- N. shenshuensis † Lee & Su 1980
- N. snjatkovi † Zavodowsky 1968
- N. sodalis † Reed 1944
- N. sterlitamakensis † Gerassimov 1929
- N. striatus † Martin 1809
- N. subfasciger † Licharew 1934
- N. subovalis † Abramov & Grigorieva 1988
- N. sulcoprofundus † Liu & Waterhouse 1985
- N. tajmyrica † Einor 1959
- N. tegulatus † Trautschold 1876
- N. texanus † Meek 1871
- N. tricostatus † Zavodowski 1968
- N. trimuensis † Reed 1944
- N. triplicatus † Hall 1852
- N. undatus † Reed 1944
- N. naubauriensis † Plodowski 1968
- N. vagaensis † Lichrew 1927
- N. venezuelensis † Gerth 1931
- N. thescelus † Cooper & Grant 1976
- N. wynneiformis † Zavodowsky 1959